# Sypna diversa
Sypna diversa är en fjärilsart som beskrevs av Alfred Ernest Wileman och South 1917. Sypna diversa ingår i släktet Sypna och familjen nattflyn. Inga underarter finns listade i Catalogue of Life.

## Bildgalleri

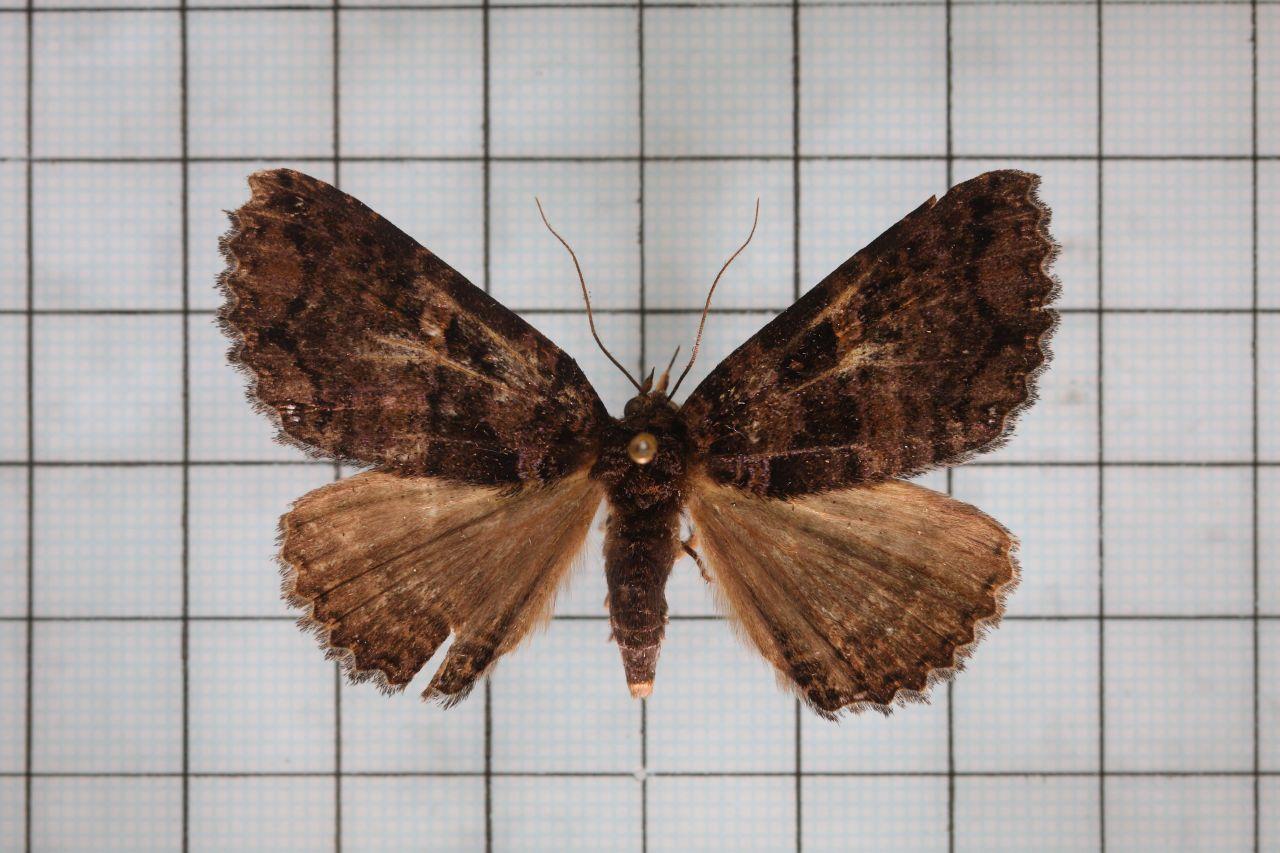